# 25-я армия (Япония)
25-я армия (яп. 第25軍 Дайнидзю:го гун) — воинское подразделение японской Императорской армии, действовавшее во время Второй мировой войны. Известно своим участием в Малайской операции и взятии Сингапура.

## История
Армия сформирована 5 июля 1941 года под командованием генерала Сёдзиро Ииды, подчинялась Императорской Ставке, затем 6 ноября того же года была передана в состав 7-го фронта Южной группы армий.

### Малайская операция
Операция началась 8 декабря 1941 года с высадки 25-й армии на северном побережье Британской Малайи (Келантан). От Кота-Бару японские войска продвигались вдоль восточного побережья Малаккского полуострова, что было обусловлено уже начавшимися в ходе параллельно проводимой Таиландской операции морскими десантами в районах Паттани и Сонгкхла, откуда войска продолжали движение на юг по суше через малайзийско-таиландскую границу, чтобы атаковать западную часть Малайи.
Японским войскам первоначально противостоял III корпус британской индийской армии и несколько батальонов британской армии. Японцам удалось быстро изолировать отдельные индийские подразделения, охранявшие береговую линию, а затем сосредоточить свои силы на окружении остальных обороняющихся и заставить их сдаться.
У нападавших войск имелось небольшое преимущество в живой силе и значительное — в непосредственной авиационной поддержке, танках, скоординированности действий, тактике и опыте, полученном ранее в боях в Китае. Японцы также применяли в пехотных частях велосипеды и лёгкие танки, что позволило быстро пересекать участки, покрытые густыми тропическими лесами.
После поражения британских и индийских войск при Джитре японские части при поддержке танков, выдвигавшихся от Таиланда на юг, 11 декабря преодолели британские оборонительные рубежи.
Город Пинанг, который японская авиация ежедневно бомбила начиная с 8 декабря, 17 декабря был оставлен Союзными войсками. В спешке были оставлены оружие, лодки, припасы и функционирующая радиостанция. Не успевшие эвакуироваться европейцы и туземные жители Пинанга были оставлены на милость победителя, что ещё больше усилило существовавшее отчуждение британцев от местного населения.
Куала-Лумпур был оставлен без боя 11 января 1942 года. 11-й индийской дивизии удалось в ходе боёв за Кампар задержать японское наступление, однако последовавшие за этим бои за Слим-Ривер закончились катастрофой: две индийские бригады (12-я и 28-я) были практически полностью уничтожены.

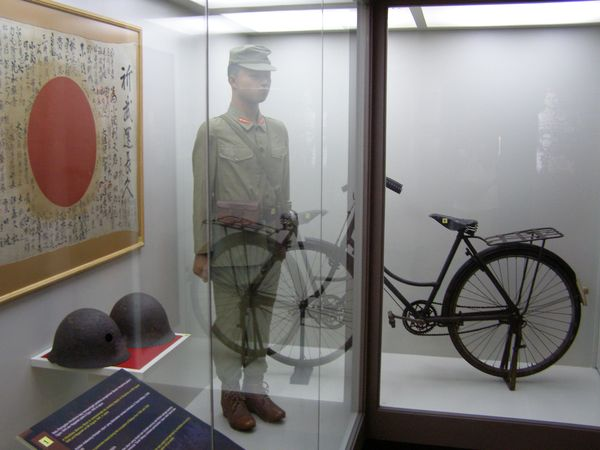
Японская военная форма и велосипед среди экспонатов Малайского Национального исторического музея

К середине января японские войска достигли Джохора, близ которого 14 января впервые вступили в бой с австралийскими войсками (8-я дивизия под командованием генерал-майора Гордона Беннетта). Из-за упорного сопротивления австралийцев японские войска впервые понесли серьёзные потери (около 600 человек) во время сражения за мост близ города Гемас. Разрушенный в ходе сражения мост удалось восстановить в течение ближайших шести часов.
15 января на западном побережье полуострова, близ реки Муар, началось одно из самых кровавых сражений кампании. Генерал Беннетт расположил слабую 45-ю индийскую бригаду охранять южный берег реки, однако вскоре она была окружена японскими войсками, высадившимися с моря, и разгромлена. Командующий бригадой Герберт Дункан и все три батальонных командира погибли.
20 января, несмотря на налёты союзных бомбардировщиков Vildebeest, в Эндау состоялась ещё одна высадка японских войск. Теперь последняя линия обороны войск Содружества Бату Пахат-Клуанг-Мерсинг могла быть атакована на любом из её участков.
27 января 1942 года генерал-лейтенант Артур Персиваль получил от командующего американскими, британскими, голландскими и австралийскими вооружёнными силами (ABDA) Арчибальда Уэйвелла разрешение на отступление через Джохорский пролив к Сингапуру.
После захвата Малайи и Сингапура 25-я армия несла гарнизонную службу на оккупированных территориях. В связи с дальнейшим ухудшением стратегической обстановки к середине 1945 года армия была подчинена 7-му фронту, а её штаб был переведён в расположенный в гористой части Суматры город Букиттинги, где и оставался до капитуляции Японии в августе 1945 года.